# Андреев, Григорий Александрович
 Григо́рий Алекса́ндрович Андре́ев (7 января 1976, д. Старокульчубаево, Мишкинский район, Башкирская АССР) — российский бегун на длинные дистанции, участник летних Олимпийских игр 2004, 2008 и 2012 годов в беге на марафонской дистанции. На Играх 2008 года занял 14-е место (третье среди европейских бегунов) с результатом 2:13:33. Мариец.
Получил золото в Кошицком марафоне, пробежав за 2:13:24, в 2003 году. 
С 2015 года сопровождающий спортсмен и тренер Паутовой Елены. 2015 г. чемпионат мира марафон г. Лондон-первое место, чемпионат мира по лёгкой атлетике г. Доха на дистанции 1500м -второе место.2016г Чемпионат Европы по лёгкой атлетике на дистанции 1500м -первое место. На Паралимпийские игры 2016г вся команда России не была допущена, контрольную тренировку Елена Паутова в сопровождении Григория Андреева пробежала марафон выше мирового рекорда на пять минут. В Паралимпийских Играх в Токио 2020 Елена в сопровождении Григория марафон прибежала второй, уступив только хозяйке игр.

## Достижения
| Год  | Соревнование          | Город              | Место | Дисциплина | Время   |
| ---- | --------------------- | ------------------ | ----- | ---------- | ------- |
| 2003 | Кошицкий марафон      | Кошице             | 1-е   | марафон    | 2:13.24 |
| 2004 | Гамбургский марафон   | Гамбург            | 6-е   | марафон    | 2:11.53 |
| 2004 | Олимпийские игры 2004 | Афины              | 19-е  | марафон    | 2:16:55 |
| 2005 | Марафон в Нагано      | Нагано             | 2-е   | марафон    | 2:11.20 |
| 2005 | Чемпионат мира 2005   | Хельсинки          | 46-е  | марафон    | 2:23.50 |
| 2006 | Марафон в Нагано      | Нагано             | 2-е   | марафон    | 2:11.19 |
| 2006 | Чемпионат Европы 2006 | Гётеборг           | 17-е  | марафон    | 2:16.36 |
| 2007 | Марафон в Нагано      | Нагано             | 2-е   | марафон    | 2:13.32 |
| 2007 | Франкфуртский марафон | Франкфурт-на-Майне | 10-е  | марафон    | 2:11.02 |
| 2008 | Олимпийские игры 2008 | Пекин              | 14-е  | марафон    | 2:13.33 |
| 2009 | Бостонский марафон    | Бостон             | 12-е  | марафон    | 2:16.17 |
| 2009 | Twin Cities Marathon  | Миннеаполис        | 5-е   | марафон    | 2:13.59 |